# دانیله کیارینی
دانیله کیارینی (انگلیسی: Daniele Chiarini؛ زادهٔ ۱۱ آوریل ۱۹۷۹) بازیکن فوتبال اهل ایتالیا است.
از باشگاه‌هایی که در آن بازی کرده‌است می‌توان به باشگاه فوتبال فیورنتینا، باشگاه فوتبال اودینزه، باشگاه فوتبال داندی یونایتد، باشگاه فوتبال پیزا، باشگاه فوتبال پاتریک تیسل، و باشگاه فوتبال اتلتیکو آرتزو اشاره کرد.